# Smedjeån
Smedjeån är en å som rinner ihop med Lagan i Mellby utanför Laholm. Längd ca 55 km. Största biflödet är Edenbergaån.

## Sträckning
Smedjeån har sin källa vid Långalt i norra Skåne och strömmar först åt nordost mot Store sjö på gränsen mellan Skåne och Halland. Därifrån strömmar den västerut genom södra Halland förbi Oxhultasjön tills den mynnar i Lagan nära dess utlopp i havet.

## Natur och miljöpåverkan
I Smedjeån finns bland annat öring, lax, färna, id, abborre, ål och gädda. Längs vattendraget finns Oxhults naturreservat och Smedjeån Skönhults naturreservat. Av dess sträckning har 32 kilometer biotopkarterats (följande uppgifter gäller alltså för dessa 32 kilometer, snarare än ån i sin helhet). För dessa var medelbredden 4,3 meter och djupet 0,3 meter. Vattendragets sträckning är rak på 73 % av sträckan och ringlande på 27 %. Det finns inga meandrande delar. Vattendraget flyter relativt långsamt. Botten består främst av lera och sten och är mycket artrik. Vattendraget är bara i begränsad omfattning rensat. Vattendraget omges främst av skog (62 %), öppen marks (23 %) och myr (11 %). Längs vattendraget är framförallt skogliga nyckelbiotoper och våtmarker viktiga ur biologisk synvinkel. Ån och dess närområde innehåller viktiga områden för havsnejonöga, ål, fransfladdermus och skirmossa. Vattendraget är försurat och kalkas. Det finns totalt 16 vandringshinder.

## Mänsklig användning
Smedjeån var tidigare som en lång sjö med mycket sankmark omkring. Den dikades i de lägre delarna 1854. Längre upp blev den uppdikad 1927. Då utfördes dikningen med mudderverk.[källa behövs] Det finns inga vattenkraftverk i vattendraget. Däremot har det funnits flera kvarnar.